# Slow and Steady
Slow and Steady ist ein Jazzalbum des Convergence Quartet von Taylor Ho Bynum, Alexander Hawkins, Dominic Lash und Harris Eisenstadt. Die am 13. November 2011 im Londoner Vortex Jazz Club entstandenen Aufnahmen erschienen 2012 auf NoBusiness Records.

## Hintergrund
Slow and Steady war das dritte Album der Gruppe nach Live in Oxford (FMR, 2007) und Song / Dance (2010). Die Band wurde am Ende einer kurzen britischen Tournee live im Club Vortex im Norden Londons aufgenommen. Der Schlagzeuger steuert den Titeltrack bei, der zunächst auf seinem eigenen Album Canada Day III (Songlines, 2012) veröffentlicht wurde.

## Titelliste
- The Convergence Quartet: Slow and Steady (NoBusiness Records – NBCD 53)[2]

1. Assemble / Melancholy (Alexander Hawkins) 4:15
2. Third Convergence (Harris Eisenstadt) 13:52
3. Remember Raoul / Piano Part Two (Taylor Ho Bynum [Remember Raoul], Dominic Lash [Piano Part Two]) 8:56
4. Equals / Understand (Totem) (Alexander Hawkins) 5:50
5. Oat Roe + Three By Three (Dominic Lash) 7:22
6. The Taff End (Dominic Lash) 7:18
7. Slow and Steady (Harris Eisenstadt) 3:57

## Rezeption
Nach Ansicht von John Sharpe, der das das Album in All About Jazz mit der Höchstbewertung von fünf Sternen auszeichnete, könnte es sein, dass das dritte Album des transatlantischen Convergence Quartet das bislang beste ist. Mit vier starken Komponisten, die auch talentierte Improvisatoren seien, habe sich allmählich – nach zwei Alben – eine Gruppenidentität manifestiert. Die Mitglieder stützen sich sowohl auf das Erbe des Jazz als auch auf die Tradition des freien Improvisierens und verbinden Üppigkeit und Sparsamkeit in verständnisinnigen konzeptuellen Gambits, die mit Offenheit, Witz und Fantasie geliefert werden. Obwohl sehr unterschiedlich, würden die sieben Titel, die von jedem der Mitglieder bereitgestellt wurden, eine überzeugende Einheit erzeugen, meint Sharpe. Der Kornettist Taylor Ho Bynum, zu dieser Zeit bekannt für seine Verbindungen zu Cecil Taylor, Bill Dixon und insbesondere zu Anthony Braxton, verbinde eine weltmüde Lyrik mit abenteuerlicher Technik, während der aufstrebende Pianist Alexander Hawkins das gesamte Tasten-Pantheon aufrufe, manchmal innerhalb eines einzelnen Mitschnitts. Am Schlagzeug demonstriere Harris Eisenstadt „eine Meisterschaft, die das Knifflige elegant lässig erscheinen lässt.“ Der Bassist Dominic Lash „verfügt über ein Zielfernrohr, mit dem er ein Stück bei einem agilen Gang beginnen und die Möglichkeiten einer knarrenden Dröhnens ausloten kann“. Unabhängig von den stilistischen Serpentinen schaffe jeder die Übergänge mit einer solchen Gelassenheit, dass das, was erschütternd sein könnte, unvermeidlich erscheint, meint der Autor.
Stef Gjissels vergab an das Album im Free Jazz Blog ebenfalls fünf Sterne und schrieb, Bynum, Hawkins, Lash am Bass und Eisenstadt seien vier herausragende Musiker, die seit einigen Jahren zusammen spielen. „Und die Musik auf diesem Album ist pure Freude und bietet dem Hörer wechselnde Perspektiven auf Musik und ihr Grundmaterial – Klang -, um eine Form von Kohärenz zu schaffen, die in ihren Extremen von Keith Jarrett bis Anthony Braxton und darüber hinaus von melodischer Lyrik zur abstrakten freien Improvisation reicht.“ Die Vielfalt und Fülle des Materials, schrieb Gijssels weiter, sei absolut phänomenal, mit Drehungen und Wendungen, von langsamen bis zu schnellen Momenten, rhythmischen Feinheiten und großartigen abenteuerlichen Eskapaden. Und es klinge großartig und prächtig. Das Titelstück „Slow and Steady“, eine Eisenstadt-Komposition, sei eines der schönsten Themen, die er seit einiger Zeit gehört habe, mit einer metrisch ungeraden Begleitung der Rhythmusgruppe. „Ein großartiger und trauriger Abschluss für ein fantastisches Album“.